# Тольско-Майданский сельсовет
Тольско-Майданский сельсовет — сельское поселение в Лукояновском районе Нижегородской области Российской Федерации.
Административный центр — село Тольский Майдан.

## История
Статус и границы сельского поселения установлены Законом Нижегородской области от 15 июня 2004 года № 60-З «О наделении муниципальных образований - городов, рабочих посёлков и сельсоветов Нижегородской области статусом городского, сельского поселения».

## Население
| 2002  | 2010  | 2012  | 2013  | 2014  | 2015  | 2016  |
| ----- | ----- | ----- | ----- | ----- | ----- | ----- |
| 2669  | ↘2349 | ↘2307 | ↘2250 | ↘2222 | ↘2179 | ↘2144 |
| 2017  | 2018  | 2019  | 2020  | 2021  |       |       |
| ↘2137 | ↘2111 | ↘2101 | ↘2048 | ↘1927 |       |       |

## Состав сельского поселения
| №  | Населённый пункт | Тип населённого пункта       | Население |
| -- | ---------------- | ---------------------------- | --------- |
| 1  | Большое Мамлеево | село                         | ↘729      |
| 2  | Волчиха          | деревня                      | ↘29       |
| 3  | Гари             | село                         | ↘78       |
| 4  | Гарской          | посёлок                      | ↘6        |
| 5  | Городок          | посёлок                      | ↘17       |
| 6  | Малое Мамлеево   | село                         | ↘329      |
| 7  | Мерлиновка       | село                         | ↗252      |
| 8  | Надежинка        | деревня                      | ↘8        |
| 9  | Николай Дар      | село                         | ↘132      |
| 10 | Новая Москва     | посёлок                      | ↘16       |
| 11 | Скородумовка     | деревня                      | ↘14       |
| 12 | Тольский Майдан  | село, административный центр | ↘739      |